# Équipe d'Inde masculine de basket-ball
Cet article traite de l'équipe masculine. Pour l'équipe féminine, voir Équipe d'Inde féminine de basket-ball.
Maillots
Actualités
L'équipe d'Inde de basket-ball est la sélection des meilleurs joueurs indiens de basket-ball. Elle est placée sous l'égide de la Fédération d'Inde de basket-ball.

## Parcours aux Jeux olympiques
- 1936 : -
- 1948 : -
- 1952 : -
- 1956 : -
- 1960 : -
- 1964 : -
- 1968 : -
- 1972 : -
- 1976 : -
- 1980 : 12e
- 1984 : -
- 1988 : -
- 1992 : -
- 1996 : -
- 2000 : -
- 2004 : -
- 2008 : -
- 2012 : -
- 2016 : -
- 2020 : -

## Parcours aux Championnats du Monde
- 1950 : -
- 1954 : -
- 1959 : -
- 1963 : -
- 1967 : -
- 1970 : -
- 1974 : -
- 1978 : -
- 1982 : -
- 1986 : -
- 1990 : -
- 1994 : -
- 1998 : -
- 2002 : -
- 2006 : -
- 2010 : -
- 2014 : -
- 2019 : -
- 2023 : ?

## Parcours aux Championnats d'Asie des Nations
- 1960 : -
- 1963 : -
- 1965 : 7e
- 1967 : 6e
- 1969 : 5e
- 1971 : 6e
- 1973 : 6e
- 1975 : 4e
- 1977 : 7e
- 1979 : 5e
- 1981 : 5e
- 1983 : 6e
- 1985 : 10e
- 1987 : 6e
- 1989 : 6e
- 1991 : 13e
- 1993 : -
- 1995 : 13e
- 1997 : 11e
- 1999 : -
- 2001 : 8e
- 2003 : 8e
- 2005 : 12e
- 2007 : 15e
- 2009 : 13e
- 2011 : 14e
- 2013 : 11e
- 2015 : 8e
- 2017 : 14e
- 2022 : 16e

## Effectif actuel
| Joueurs | Club | Pays | Niveau |
| ------- | ---- | ---- | ------ |
|         |      |      |        |